# Daimon (métro de Tokyo)
Pour les articles homonymes, voir Daimon.
Daimon (大門駅, Daimon-eki) est une station du métro de Tokyo sur les lignes Asakusa et Ōedo dans l'arrondissement de Minato à Tokyo. Elle est exploitée par le Bureau des Transports de la Métropole de Tokyo (Toei).

## Situation sur le réseau
La station Daimon est située au point kilométrique (PK) 20,0 de la ligne Ōedo et au PK 9,5 de la ligne Asakusa.

## Histoire
La station a été inaugurée le 1er octobre 1960 sur la ligne Asakusa. La ligne Ōedo y arrive le 12 décembre 2000.

## Services aux voyageurs

### Accès et accueil
La station est ouverte tous les jours.
En moyenne, 226 565 voyageurs ont fréquenté quotidiennement la station en 2015.

### Desserte
- Ligne Asakusa :
  - voie 1 : direction Sengakuji (interconnexion avec la ligne principale Keikyū pour Shinagawa et l'aéroport de Haneda) ou Nishi-Magome
  - voie 2 : direction Oshiage (interconnexion avec la ligne principale Keisei pour Inba-Nihon-Idai, Shibayama-Chiyoda ou l'aéroport de Narita)
- Ligne Ōedo :
  - voie 3 : direction Iidabashi
  - voie 4 : direction Roppongi

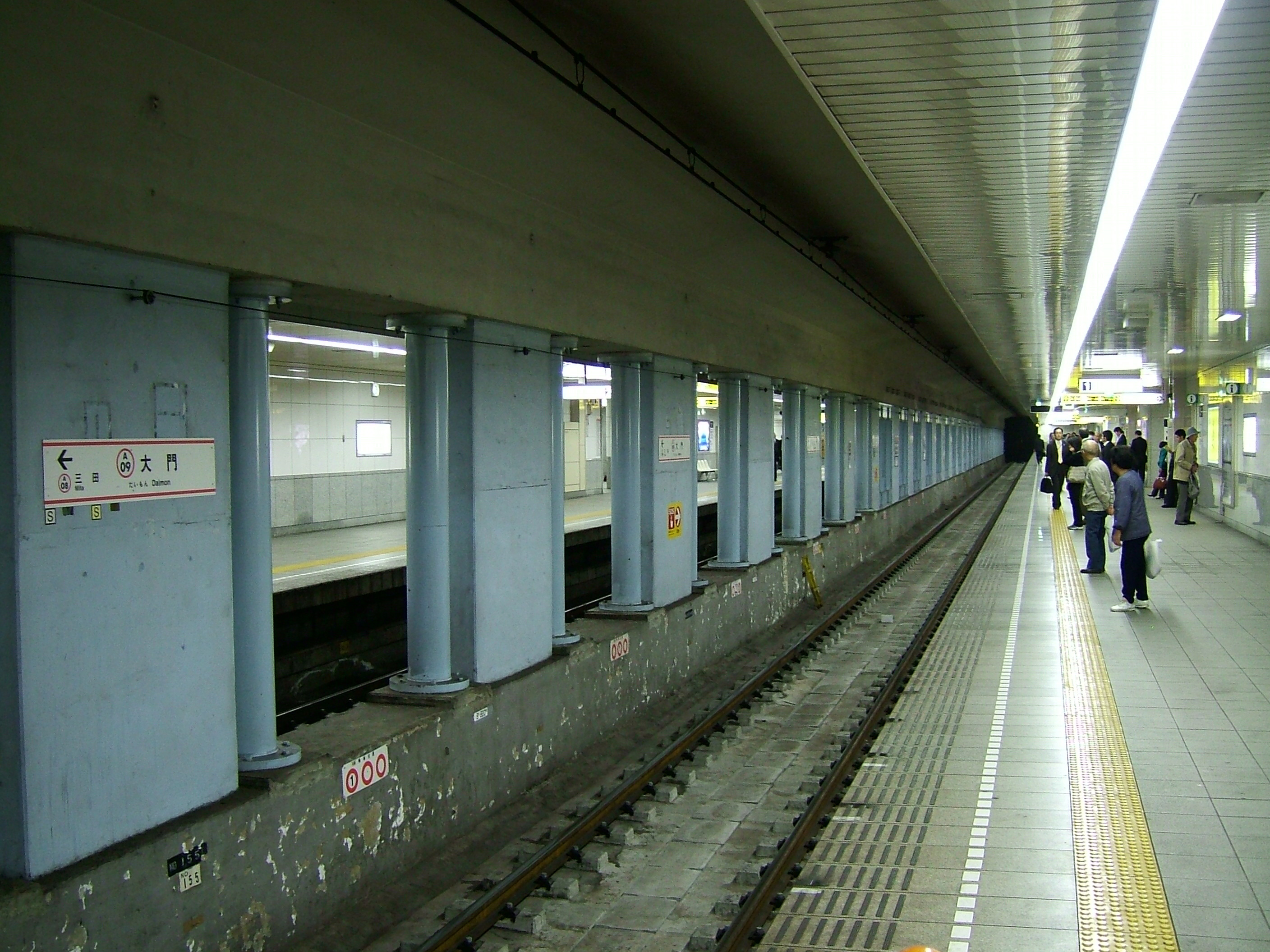
Quais de la ligne Asakusa
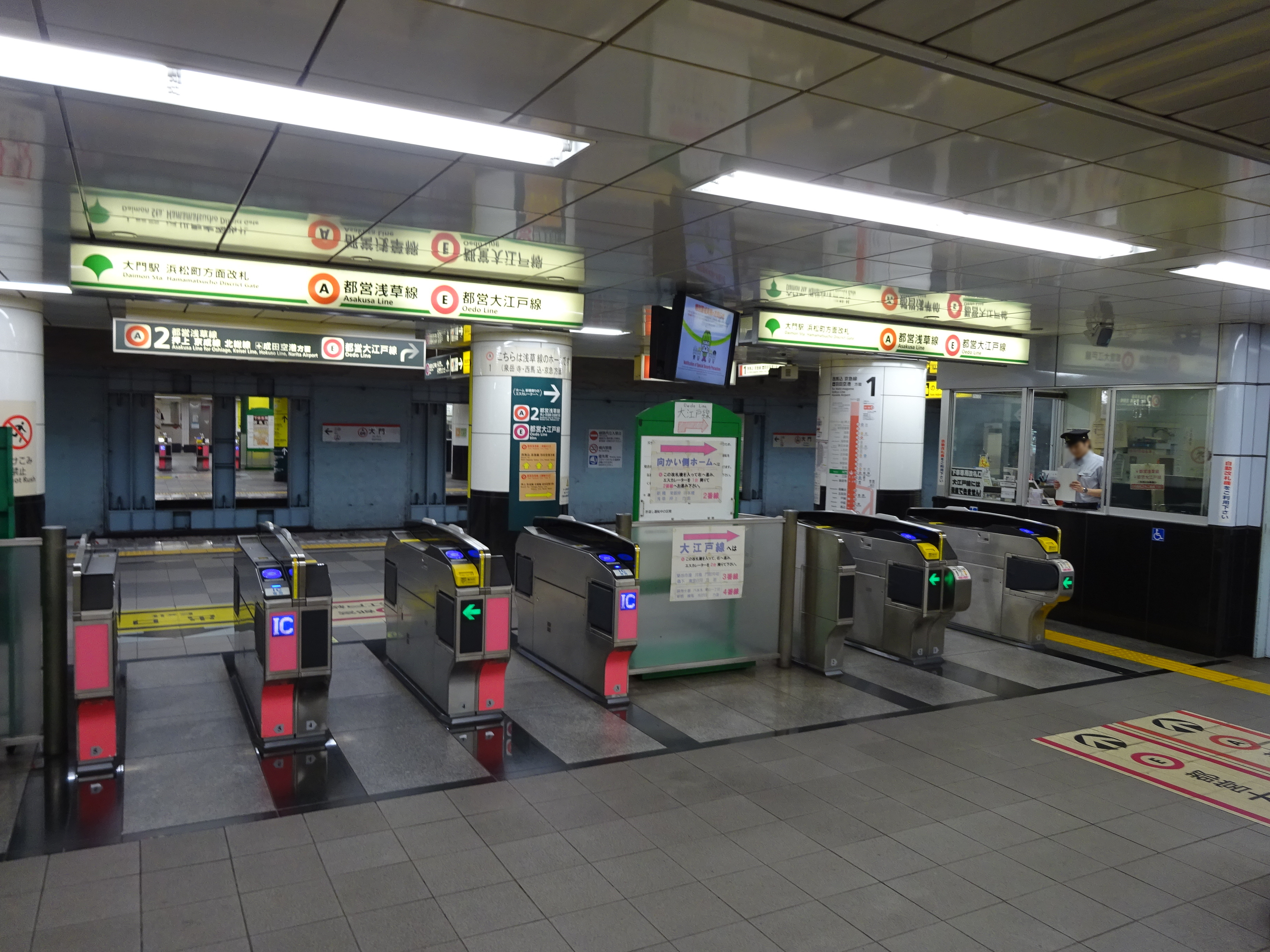
Ligne de contrôle

### Intermodalité
La station est à proximité de la gare de Hamamatsuchō (lignes Yamanote et Keihin-Tōhoku).

## A proximité
- World Trade Center